# Sonnenherrscher
Sonnenherrscher benannten die Entdecker die Überreste eines Saken-Kriegers und -Herrschers, da sein gesamter Torso mit Gold bedeckt war.
Das Grab wurde in einer Anlage mit insgesamt sieben Grabhügeln in der kasachischen Region Qaraghandy östlich der Hauptstadt Astana entdeckt. Das Grab war schon etwa 1960 entdeckt worden. Die Ausgrabungen begannen jedoch erst 2009. Der Krieger ist im vierten oder fünften Jahrhundert vor Christus begraben worden. In den Grabhügeln wurden 130 Goldobjekte gefunden, darunter die Figur einer Raubkatze, ein Anhänger, Teile von Schwertgürteln und Hunderte Goldkügelchen. Weiterhin waren 14 Pfeilspitzen aus Bronze im Grab.